# Grimalditeuthis bonplandii
Grimalditeuthis bonplandii is een inktvissensoort uit de familie van de Chiroteuthidae. De wetenschappelijke naam van de soort werd voor het eerst geldig gepubliceerd in 1837 door Vérany als Loligopsis bonplandii.
De inktvis komt enkel in zout water voor en is in staat om van kleur te veranderen. Hij beweegt zich voort door water in zijn mantel te pompen en het er via de sifon weer krachtig uit te persen. De inktvis is een carnivoor en zijn voedsel bestaat voornamelijk uit vis, krabben, kreeften en weekdieren die ze met de zuignappen op hun grijparmen vangen. Hij is echter niet in staat tot snelle bewegingen met zijn tentakels. Wel heeft de soort een tweetal extra lange tentakels met uitstulpingen aan het einde. Observaties suggereren dat deze uitstulpingen, die enigszins schokkend bewegen alsof ze zelf zwemmen, een soort aas aan een "vislijn" zijn om prooi mee te lokken.